# Ânderson Lima
Ânderson Lima (ur. 18 marca 1973) – brazylijski piłkarz występujący na pozycji obrońcy.

## Kariera klubowa
Od 1992 do 2009 roku występował w klubach Juventus, Guarani FC, Santos FC, São Paulo, Grêmio, São Caetano, Albirex Niigata, Coritiba, Operário, Bragantino, Chapecoense.